# Stoyan Yankoulov
Stoyan Yankoulov (en bulgare: Стоян Янкулов) est un des artistes les plus populaires en Bulgarie. Il est plus connu dans son pays sous le nom de Stundji ou Stundzhi (en bulgare: Стунджи). Il est né le 10 septembre 1966.
Il est chanteur, et musicien. Percussionniste, il joue de nombreux instruments à percussions, modernes pour la musique techno, comme exotiques pour la musique traditionnelle bulgare.
Depuis 2003, il joue en duo avec la chanteuse Elitsa Todorova.
Le 25 février 2007, avec la chanson Voda (eau), Elitsa Todorova et Stoyan Yankoulov sont sélectionnés par la Télévision Nationale Bulgare pour défendre les couleurs de leurs pays au Concours Eurovision de la chanson 2007, qui a lieu à Helsinki les 10 et 12 mai.
Le 10 février 2013, ils sont sélectionnées à nouveau en interne par la Télévision Nationale Bulgare pour le Concours Eurovision de la chanson 2013, qui a lieu à Malmö les 14, 16 et 18 mai.